# Chlamisus buonloicus
Chlamisus buonloicus là một loài bọ cánh cứng trong họ Chrysomelidae. Loài này được Medvedev in Medvedev & Zajtsev miêu tả khoa học năm 1983.